# Mihailo Dobrašinović
Mihailo Dobrašinović (in serbo Михаило Добрашиновић?; Zemun, 19 giugno 1986) è un ex calciatore serbo, di ruolo centrocampista.